# Costa Lars Christensen
|  |

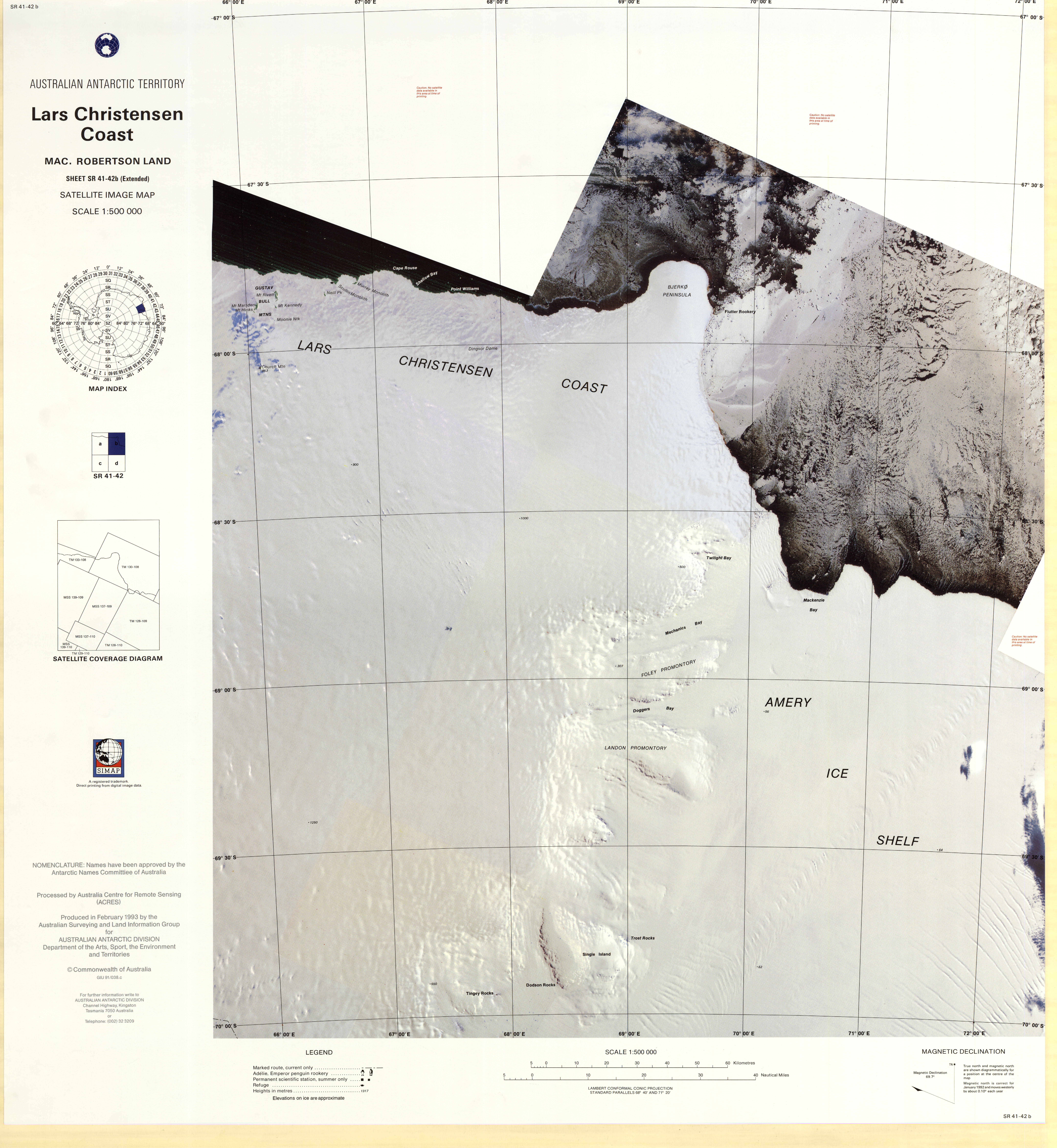
Imagen satelital de la costa Lars Christensen

La costa Lars Christensen (en inglés, Lars Christensen Coast) comprende la porción oriental de la Tierra de Mac. Robertson en la Antártida y la parte más occidental de la Tierra de la Princesa Elizabeth, que inicia en el cabo Darnley de la península Bjerko (67°43′05″S 69°30′00″E / -67.71806, 69.50000). Se extiende desde el monolito Murray (67°47′S 66°54′E / -67.783, 66.900), límite con la costa Mawson, hasta la cabecera de la barrera de hielo Amery a los 71° Este. El mar que baña la costa Lars Christensen suele ser denominado mar de la Cooperación.
El área es reclamada por Australia como parte del Territorio Antártico Australiano. Este país extiende la costa Lars Christensen y la Tierra de Mac. Robertson hasta los 73° Este, incluyendo así la mayor parte de la barrera de hielo Amery. La reclamación australiana está restringida por los términos del Tratado Antártico.

## Historia
La costa a lo largo de la barrera de hielo Amery hasta el monolito Murray fue descubierta, explorada y cartografiada en enero de 1931 por balleneros de Noruega que trabajaban para Lars Christensen, por quien esta costa fue nombrada. Christensen participó en algunas de las exploraciones antárticas realizadas por barcos de su empresa entre 1926 y 1937. Expediciones australianas durante la década de 1950 exploraron y cartografiaron el sector sudoeste de la barrera de hielo Amery.